# 3311 Podobed
3311 Podobed је астероид главног астероидног појаса са пречником од приближно 24,04 .
Афел астероида је на удаљености од 2,899 астрономских јединица (АЈ) од Сунца, а перихел на 2,676 АЈ.
Ексцентрицитет орбите износи 0,040, инклинација (нагиб) орбите у односу на раван еклиптике 0,928 степени, а орбитални период износи 1700,055 дана (4,654 године).
Апсолутна магнитуда астероида је 12,10 а геометријски албедо 0,044.
Астероид је откривен 26. августа 1976. године.